# Osiedle Pułaskiego
Osiedle Pułaskiego – osiedle nr III miasta Rzeszowa. Dnia 28 grudnia 2010 r. liczyło 5115 mieszkańców, a według stanu na dzień 10 maja 2019 r. osiedle zamieszkiwały 4802 osoby. Według stanu na 31 października 2019 r. osiedle liczyło 4775 mieszkańców, natomiast dnia 18 lutego 2021 r. osiedle liczyło 4611 mieszkańców.